# 5205 Servián
(5205) Servián, denumire internațională (5205) Servian, este un asteroid din centura principală de asteroizi.

## Descriere
5205 Servián este un asteroid din centura principală de asteroizi. A fost descoperit pe 11 februarie 1988 la Kushiro de Seiji Ueda și Hiroshi Kaneda. Asteroidul prezintă o orbită caracterizată de o semiaxă mare de 2,34 ua, o excentricitate de 0,04 și o înclinație de 6,4° în raport cu ecliptica.